# Oto jest głowa zdrajcy (film 1988)
Oto jest głowa zdrajcy (ang. A Man for All Seasons) – amerykański film w reżyserii Charltona Hestona, powtórna adaptacja sztuki Roberta Bolta (premiera w sezonie teatralnym 1960/1961) obrazująca historię relacji między Henrykiem Tudorem a Tomaszem Morusem.

## Fabuła
Film ukazuje historię króla angielskiego Henryka VIII, który nie mógł spłodzić męskiego potomka z Katarzyną Aragońską. Wobec braku dyspensy ze strony papiestwa, władca zerwał z głową Kościoła katolickiego i sam ogłosił się przywódcą Kościoła anglikańskiego. Kanclerz Tomasz More zrezygnował z pełnionej funkcji, zaś odpowiedzią na konieczność złożenia przysięgi na wierność władcy było milczenie. Postawa byłego dostojnika wzbudziła gniew króla. More, oskarżony o zdradę, został osadzony w więzieniu, a następnie zabity.

## Obsada
W filmie wystąpili:
- Charlton Heston – sir Thomas More
- Vanessa Redgrave – Alicia More
- John Gielgud – kardynał Wolsey
- Martin Chamberlain – Henryk VIII
- Benjamin Whitrow – Thomas Cromwell
- Jonathan Hackett – Richard Rich